# Hołdunów (gmina)

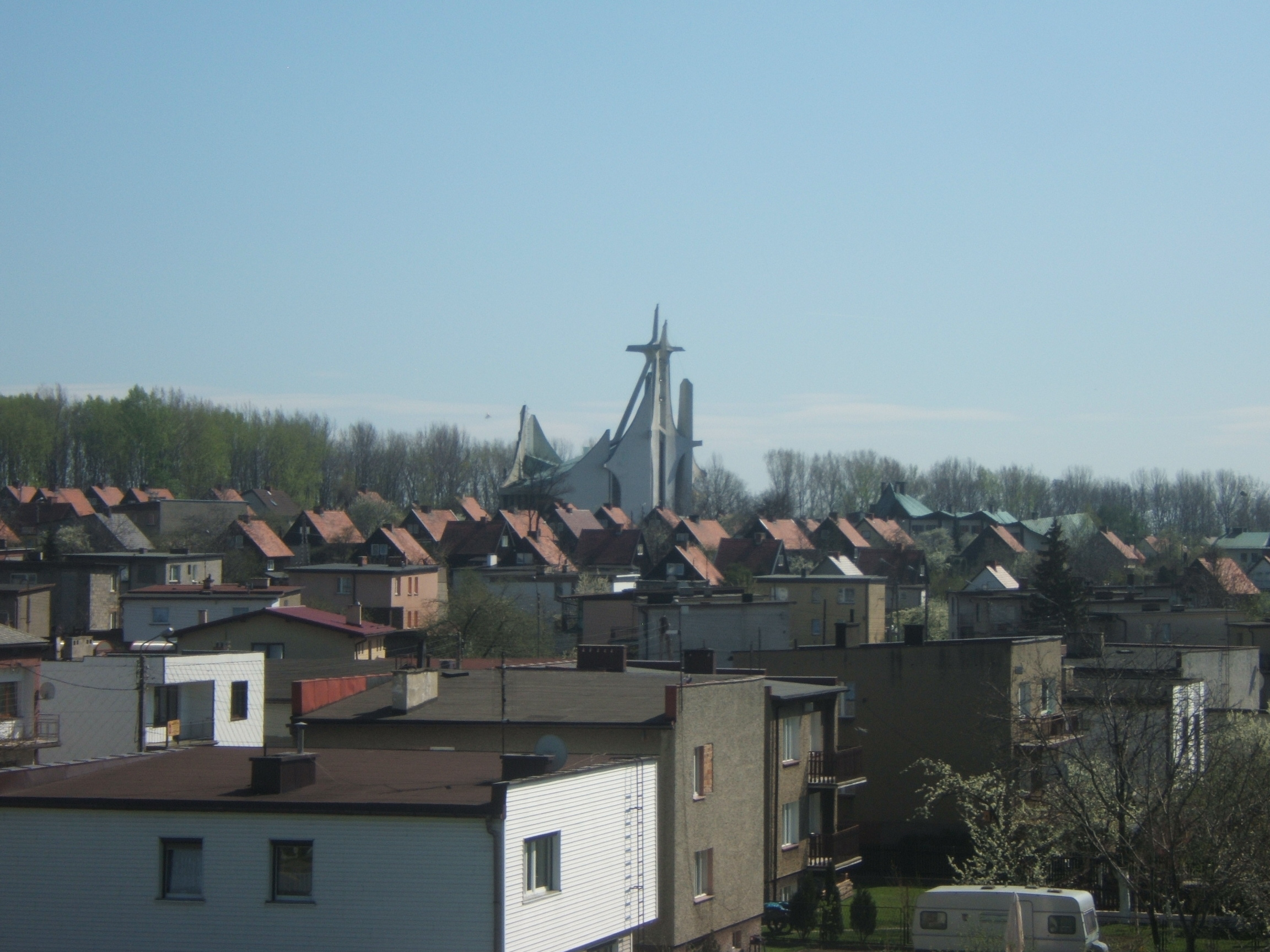
Hołdunów

Hołdunów (do 1951 Lędziny) – dawna gmina wiejska istniejąca w latach 1951–1954 w województwie katowickim  i stalinogrodzkim (dzisiejsze śląskie). Nazwa gminy pochodziła od wsi Hołdunów (1956–1961 osiedle, w 1961 włączone do osiedla Lędziny), lecz siedzibą władz gminy była wieś Lędziny (1957–1965 osiedle, 1966–1975 samodzielne miasto, 1975–1991 dzielnica Tychów, od 1991 ponownie samodzielne miasto).
Gmina zbiorowa Hołdunów powstała 15 października 1951 roku w powiecie pszczyńskim w województwie katowickim w związku ze zniesieniem gminy Lędziny; siedziba gminy pozostała jednak w Lędzinach. 
Według stanu z 1 lipca 1952 gmina składała się z 3 gromad: Hołdunów, Lędziny i Smardzowice. 9 marca 1953 zmieniono nazwę województwa katowickiego na stalinogrodzkie.
Gmina została zniesiona 29 września 1954 wraz z reformą wprowadzającą gromady w miejsce gmin. Jednostki nie przywrócono 1 stycznia 1973 wraz z kolejną reformą reaktywującą gminy. Obecnie obszar dawnej gminy wchodzi w skład Lędzin.